# Heinrich de Briquemault
Heinrich de Briquemault (* 1620 in Paris; † 16. August 1692 in Wesel), Herr von Saint-Loup-aux-Bois, war ein kurbrandenburger Generalleutnant der Kavallerie, Obrist des Regiments Nr. 5 zu Pferd und Gouverneur von Lippstadt.
Er gehörte zu den Hugenotten die, unter Friedrich Wilhelm 
nach Brandenburg kamen. Er schloss sich der Brandenburger Armee an und organisierte auch den Zuzug weiterer Flüchtlinge.
Da er auch Gouverneur von Lippstadt war, kamen auch viele in diese Region.
Am 1. Januar 1681 wurde er zum Generalmajor ernannt. Als solcher führte er mit dem Generalmajor Franz du Hamel die
Prinzessin Maria Amalia bei Begräbnis des Markgrafen Ludwig. Bei dem Begräbnis von Friedrich Wilhelm ging er mit den
Generälen Johann Friedrich von Prinzen und Kurt Hildebrand von der Marwitz
vor dem Leichenwagen des Kurfürsten. Der Kurfürst
Friedrich III. ernannte ihn zum
Generalleutnant und gab ihm das Kavallerie-Regiment Nr. 5. Im Jahr 1686 vergrößerte er das Regiment von sechs auf zehn Eskadronen. Dazu erhielt er das Infanterie-Regiment Nr. 5 und das Gouvernement von Lippstadt. Er starb am 16. August 1692 in Wesel. Sein Grabmal war in der Hauptkirche.

## Familie
Er war mit Marie de Meaux (1654–1737) verheiratet. Nach seinem Tod heiratete sie den Generalleutnant Menasse von Dorthe.